# Putzbrunn
Putzbrunn ist eine Gemeinde im Landkreis München, Regierungsbezirk Oberbayern. Es ist die von der Einwohnerzahl kleinste an München angrenzende Gemeinde.

## Geographie

### Lage
Die Gemeinde liegt in der Planungsregion München, etwa 15 Kilometer südöstlich der Landeshauptstadt München. Nachbargemeinden sind Ottobrunn, Neubiberg, Haar, Grasbrunn und Hohenbrunn.

### Gemeindegliederung
Es gibt vier Gemeindeteile (in Klammern ist der Siedlungstyp angegeben):
- Oedenstockach (Dorf)
- Putzbrunn (Pfarrdorf)
- Solalinden (Dorf)
- Waldkolonie (Siedlung)[4]

### Natur
Folgendes Schutzgebiet berührt das Gemeindegebiet:
- Landschaftsschutzgebiet LSG Hofoldinger und Höhenkirchner Forst (LSG-00198.01)

## Geschichte
Putzbrunn wurde vor mehr als tausend Jahren gegründet. Die Indizien für die Ortsgründung weisen in das 8. Jahrhundert unserer Zeitrechnung zurück. Die Urkunden des Hochstifts Freising nennen im Jahre 770 einen gewissen Puzzi, dessen Sippe höchstwahrscheinlich aus dem Hachinger Tal stammte. Urkundlich wird Putzbrunn erstmals im Zeitraum 976–991 als Puzeprunnin in den Urkunden des Erzbistums Salzburg erwähnt. Der Name bedeutet also in etwa „Brunnen des Puzzi“. In der Gegend südöstlich von München auf der Münchner Schotterebene musste das Trinkwasser aus mehreren Metern Tiefe geholt werden, und um die jeweiligen Brunnen entstanden Ansiedlungen. Die Gemeinde Putzbrunn hat sich, obwohl sie direkt vor der Stadtgrenze Münchens liegt, ihren ländlichen Charakter bis heute bewahrt.

### Einwohnerstatistik
Zwischen 1988 und 2023 wuchs die Gemeinde von 4.694 auf 6.964 um 2.270 Einwohner bzw. um 40,3 %.

### Konfessionsstatistik
Beim Zensus 2011 waren 44,0 % römisch-katholisch, 16,2 % der Einwohner evangelisch und 39,9 % waren konfessionslos, gehörten einer anderen Glaubensgemeinschaft an oder machten keine Angabe. Die Anteil der Protestanten und Katholiken an der Gesamtbevölkerung ist seitdem gesunken. Im Dezember 2023 waren von den Einwohnern 36,5 % katholisch, 11,4 % evangelisch und 52,1 % waren konfessionslos oder gehören einer anderen Glaubensgemeinschaft an.

## Politik

### Bürgermeister
Am 26. März 2006 wurde Edwin Klostermeier (SPD) zum Ersten Bürgermeister gewählt. Er trat das Amt zwei Tage später an. Vorausgegangen war der Rücktritt des seit 1996 amtierenden Ersten Bürgermeister Josef Kellermeier am 3. November 2005. Bis zur Neuwahl wurden die Amtsgeschäfte vom 2. Bürgermeister Albert Tomasini (CSU) geführt. Am 11. März 2012 sowie darauf folgend am 4. März 2018 und 3. März 2024 wurde Edwin Klostermeier wiedergewählt.
- 1930–1935: Josef Springer
- 1935–1945: Michael Haslbeck (NSDAP)[8]
- 1945–1948: Josef Jakob
- 1960–1974: Rudolf Bendel
- 1974–1984: Rudolf Hargaßer (CSU)
- 1984–1996: Herbert Fischer (FWG)
- 1996–2005: Josef Kellermeier (bis November 2004 CSU)Putzbrunner Rathaus

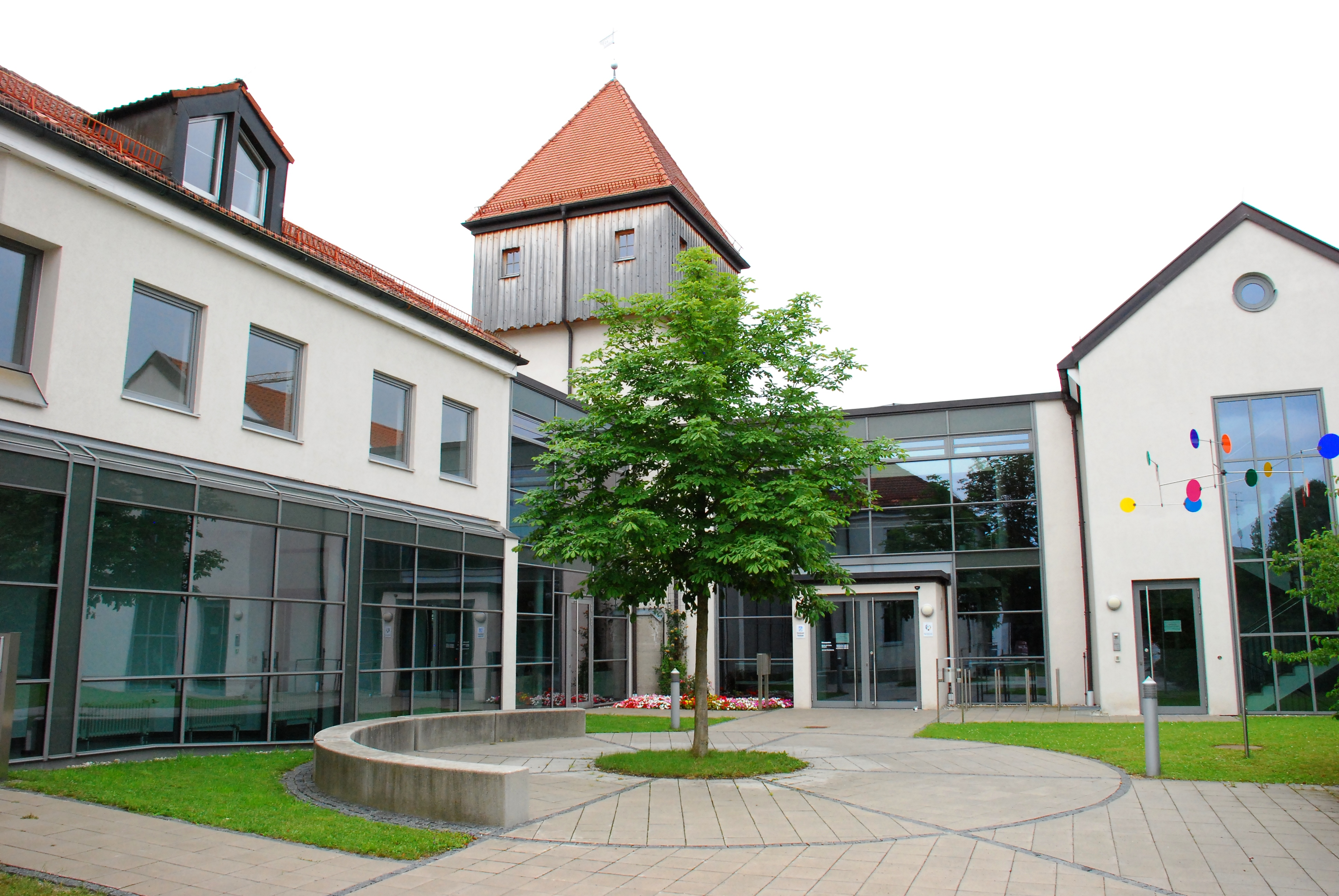
Putzbrunner Rathaus

- 2005–2006: Albert Tomasini (CSU, amtierend)
- seit 2006: Edwin Klostermeier (SPD)

### Gemeinderat
Ergebnis der Gemeinderatswahl am 15. März 2020:
|                       | Stimmen | Anteil | Sitze |
| --------------------- | ------- | ------ | ----- |
| CSU                   | 16.262  | 30,6 % | 6     |
| GPP*                  | 9.413   | 17,7 % | 4     |
| Bündnis 90/Die Grünen | 9.173   | 17,2 % | 3     |
| SPD                   | 8.544   | 16,1 % | 3     |
| FWG                   | 7.717   | 14,5 % | 3     |
| FDP                   | 2.119   | 4,0 %  | 1     |

* Gemeinschaft pro Putzbrunn e. V. (GPP)

### Wappen
| Wappen von Putzbrunn | Blasonierung: „Durch eine eingeschweifte silberne Spitze, darin ein roter Röhrenbrunnen mit Trog, gespalten; vorne in Grün ein silbernes Seeblatt, hinten durch einen schmalen silbernen Wellenbalken geteilt von Rot und Grün.“ |
| Wappen von Putzbrunn | |

## Kultur und Sehenswürdigkeiten

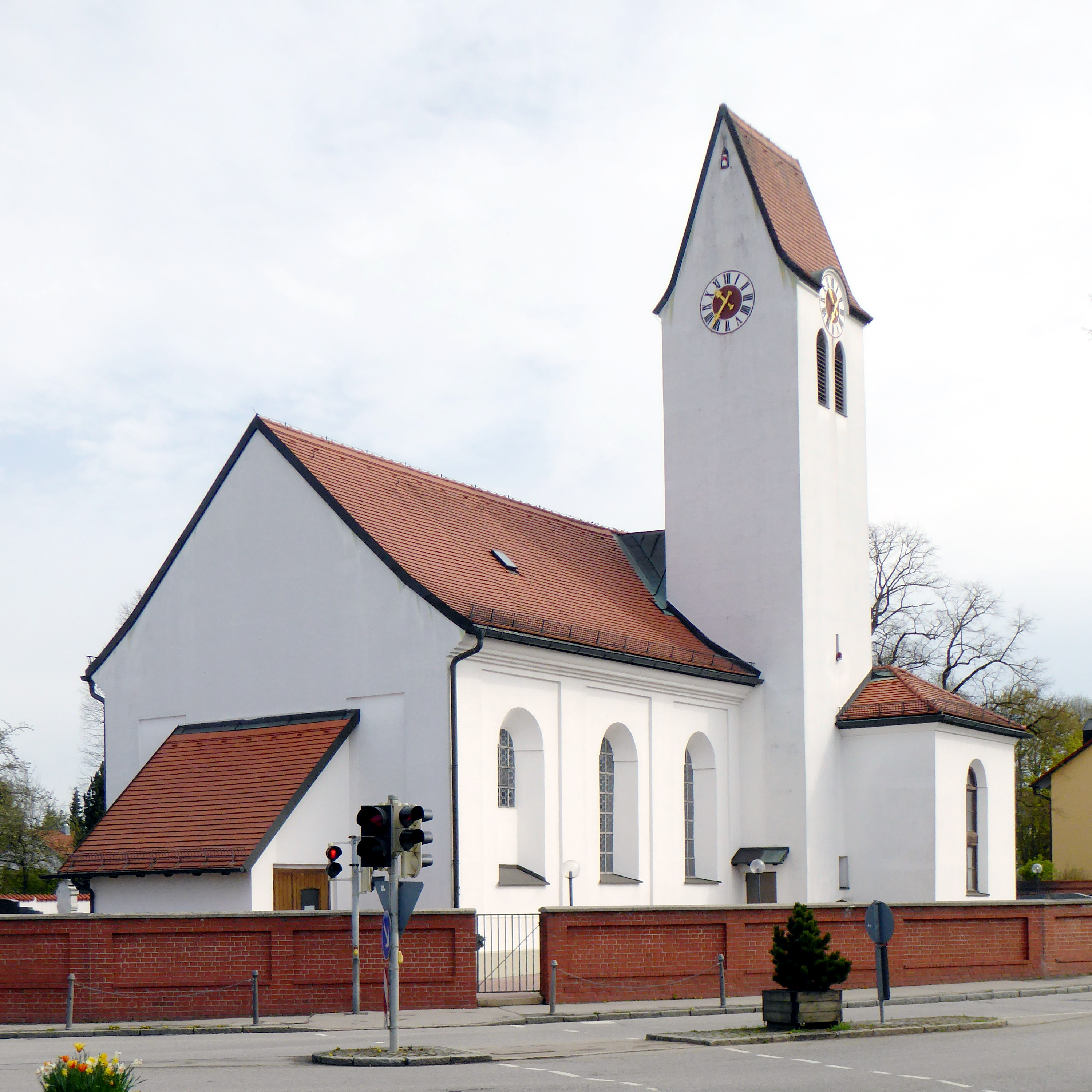
Putzbrunn, die alte Sankt-Stephans-Kirche

- Katholische Pfarrkirche St. Stephan
- Alte Kirche St. Stephan
- Evangelisch-lutherische Kirche St. Martin

## Wirtschaft und Infrastruktur

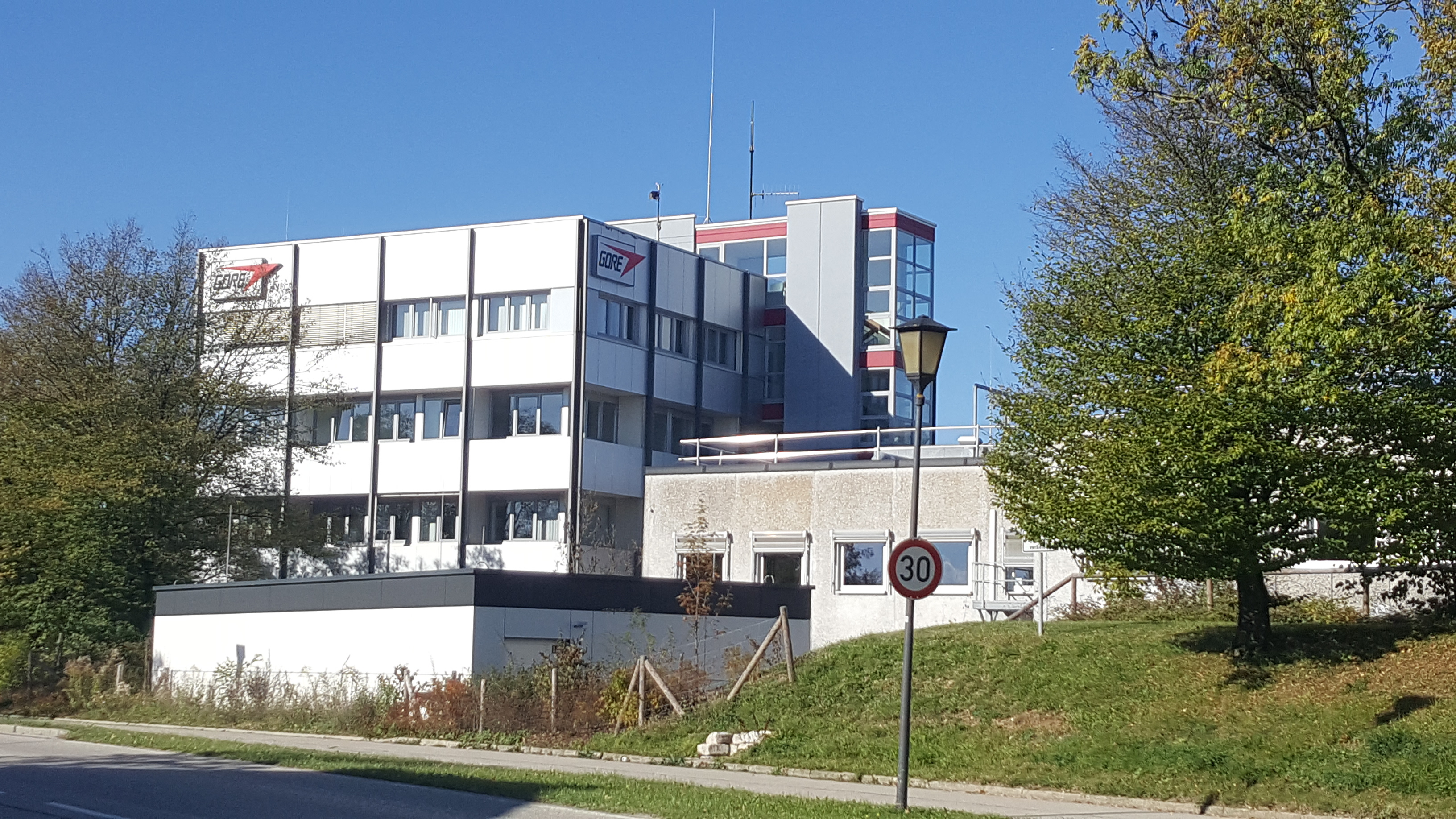
Verwaltungsgebäude der W. L. Gore & Associates in Putzbrunn

### Ansässige Unternehmen
Größter Arbeitgeber ist der Textilproduzent W. L. Gore & Associates GmbH (seit 1969 ansässig, seitdem auch Deutschlandvertrieb).

### Bildung
- Kindertagesstätte Salberghaus
- Gemeindekindergarten an der Rathausstraße
- Gemeindekindergarten an der Kiefernstraße
- Katholische Kindertagesstätte St. Stephan
- Haus der kleinen Strolche
- Grundschule Putzbrunn
- Gymnasium Putzbrunn (Im Bau Stand: 2024)[11]

## Verkehrsanbindung

### Bus
Putzbrunn wird durch sieben Regionalbuslinien des MVV und einer Metrobuslinie der MVG erschlossen, dabei stellt die Bushaltestelle Putzbrunn, Kirchenzentrum den Verkehrsknotenpunkt des Dorfes dar.
| Linie | Linienverlauf | Verkehrsunternehmen       |
| ----- | --- | ------------------------- |
| 55    | Ostbahnhof (U S) – Karl-Preis-Platz (U) – Neuperlach Zentrum (U) – Waldperlach Süd / Putzbrunn, Michael-Haslbeck-Straße | MVG                       |
| X203  | Furth (S) – Taufkirchen, Hugo-Junkers-Straße – Hohenbrunn (S) – Putzbrunn – Haar (S) – Heimstetten (S)                  | Geldhauser und Ettenhuber |
| X204  | Putzbrunn – Ottobrunn – Unterhaching (S) – Candidplatz (U) – Brudermühlstraße (U) – St. Achaz                           | Watzinger                 |
| 211   | Putzbrunn – Solalinden – Oedenstockach – Neubiberg (S) – Neuperlach Süd (U S)                                           | Ettenhuber                |
| 212   | Grasbrunn – Putzbrunn – Ottobrunn – Neubiberg (S) – Neuperlach Süd (U S)                                                | Ettenhuber                |
| 241   | Haar (S) – Putzbrunn – Ottobrunn (S) – Taufkirchen (S) – Taufkirchen, Friedhof                                          | Ettenhuber                |
| 453   | Glonn – Egmating – Oberpframmern – Putzbrunn – Neuperlach Süd (U S)                                                     | Ettenhuber                |
| 455   | (Antholing-) Glonn – Oberpframmern – Putzbrunn – Neuperlach Süd (U S)                                                   | Ettenhuber                |

## Persönlichkeiten
- Florian Hahn (* 14. März 1974), amtierender Bundestagsabgeordneter der CSU des Wahlkreises München-Land, wohnhaft in Oedenstockach (Putzbrunn)
- Martin Spanring (* 14. Oktober 1969), ehemaliger Fußballprofi, hat das Fußballspielen beim örtlichen Putzbrunner SV erlernt
- Max Merkel (* 7. Dezember 1918 in Wien; † 28. November 2006 in Putzbrunn, Oberbayern), österreichischer Fußballspieler und -trainer